# Пашутан
Пашутан (авест. Пэшотану — «поплатившийся телом»; ср.-перс. Пешотан или Пешйотану; фарси Пешутен, Пашутан или Пшутан) — в иранских религиозных текстах и эпосе защитник зороастрийской веры, мудрец. В ранней «Авесте» он не упоминается, о «семи бессмертных» шла речь в «Судгар-наске» «Авесты», а относительно подробный рассказ о нём содержит так называемый «Занд-и Вохуман-яшт».

## В пехлевийских текстах
Пешотан, сын Виштаспа, назван среди тех бессмертных, кто в убежище в Кангдеже ожидает конца мира. Его армией командует Хуршедчихр, третий сын Зардушта. Его называют правителем Чатрумана, или Часру-мадины, «четырёхдомной». Когда приблизится конец света, Ормазд пошлёт к Кангдежу Нерьосанга и Сроша, и те вызовут оттуда Пешьотану, после чего он выйдет из Кангдежа со 150 святыми, разрушит храм идолов и установит огонь Вархаран и другие огни и восстановит зороастрийские ритуалы.

## Образ в «Шахнаме»
Пешутен — второй сын иранского царя Гоштаспа и дочери румского кейсара Нахид (Кетаюн), младший брат Исфандияра.
Фирдоуси характеризует его как мудрого советника. Он участвует в походе Исфандияра на Руиндеж и остаётся командовать войском, пока Исфандияр тайком проникает в туранскую крепость. Туранцы принимают его за Исфандияра.
Когда Исфандияр погибает от руки Рустама, Пешутен оплакивает его, привозит тело брата к отцу и обвиняет отца и Джамаспа в том, что они стали виновниками смерти Исфандияра.
Гоштасп, умирая, передаёт царскую власть своему внуку Бахману, а Пешутена назначает советником. Пешутен рекомендует Бахману после гибели Фарамарза освободить Заля.